# Coppa del Mondo di sci di fondo 1985
La Coppa del Mondo di sci di fondo 1985 fu la quarta edizione della manifestazione organizzata dalla Federazione Internazionale Sci. Nel corso della stagione si tennero a Seefeld in Tirol i Campionati mondiali di sci nordico 1985, validi anche ai fini della Coppa del Mondo, il cui calendario non contemplò dunque interruzioni.
La stagione maschile ebbe inizio il 9 dicembre 1984 a Cogne, in Italia, e si concluse il 17 marzo 1985 a Oslo, in Norvegia. Furono disputate 10 gare individuali e 5 staffette, in 8 diverse località. Lo svedese Gunde Svan si aggiudicò la coppa di cristallo, il trofeo assegnato al vincitore della classifica generale. Non vennero stilate classifiche di specialità; Svan era il detentore uscente della Coppa generale.
La stagione femminile ebbe inizio il 13 dicembre 1984 in Val di Sole, in Italia, e si concluse il 17 marzo 1985 a Oslo. Furono disputate 11 gare individuali e 5 staffette, in 9 diverse località. La norvegese Anette Bøe si aggiudicò la coppa di cristallo. Non vennero stilate classifiche di specialità; Marja-Liisa Kirvesniemi era la detentrice uscente della Coppa generale.

## Uomini

### Risultati
| Data                                    | Località         | Nazione          | Spec.   | Primo                                                                   | Secondo                                                                  | Terzo                                                          |
| --------------------------------------- | ---------------- | ---------------- | ------- | ----------------------------------------------------------------------- | ------------------------------------------------------------------------ | -------------------------------------------------------------- |
| 9 dicembre 1984                         | Cogne            | Italia           | 15 km   | Eilif Kristen Mikkelsplass                                              | Kari Härkönen                                                            | Gunde Svan                                                     |
| 15 dicembre 1984                        | Davos            | Svizzera         | 30 km   | Ove Aunli                                                               | Pål Gunnar Mikkelsplass                                                  | Tor Håkon Holte                                                |
| 16 dicembre 1984                        | Davos            | Svizzera         | 4x10 km | dati non disponibili                                                    | dati non disponibili                                                     | dati non disponibili                                           |
| Campionati mondiali di sci nordico 1985 |                  |                  |         |                                                                         |                                                                          |                                                                |
| 18 gennaio 1985                         | Seefeld in Tirol | Austria          | 30 km   | Gunde Svan                                                              | Ove Aunli                                                                | Harri Kirvesniemi                                              |
| 22 gennaio 1985                         | Seefeld in Tirol | Austria          | 15 km   | Kari Härkönen                                                           | Thomas Wassberg                                                          | Maurilio De Zolt                                               |
| 24 gennaio 1985                         | Seefeld in Tirol | Austria          | 4x10 km | Norvegia Arild Monsen Pål Gunnar Mikkelsplass Tor Håkon Holte Ove Aunli | Italia Marco Albarello Giorgio Vanzetta Maurilio De Zolt Giuseppe Ploner | Svezia Erik Östlund Thomas Wassberg Thomas Eriksson Gunde Svan |
| 27 gennaio 1985                         | Seefeld in Tirol | Austria          | 50 km   | Gunde Svan                                                              | Maurilio De Zolt                                                         | Ove Aunli                                                      |
| 16 febbraio 1985                        | Vitoša           | Bulgaria         | 15 km   | Gunde Svan                                                              | Tor Håkon Holte                                                          | Pål Gunnar Mikkelsplass                                        |
| 17 febbraio 1985                        | Vitoša           | Bulgaria         | 4x10 km | dati non disponibili                                                    | dati non disponibili                                                     | dati non disponibili                                           |
| 23 febbraio 1985                        | Syktyvkar        | Unione Sovietica | 15 km   | Gunde Svan                                                              | Tor Håkon Holte                                                          | Christer Majbäck                                               |
| 3 marzo 1985                            | Lahti            | Finlandia        | 50 km   | Tor Håkon Holte                                                         | Jan Ottosson                                                             | Harri Kirvesniemi                                              |
| 9 marzo 1985                            | Falun            | Svezia           | 30 km   | Gunde Svan                                                              | Giachem Guidon                                                           | Thomas Wassberg                                                |
| 10 marzo 1985                           | Falun            | Svezia           | 4x10 km | dati non disponibili                                                    | dati non disponibili                                                     | dati non disponibili                                           |
| 14 marzo 1985                           | Oslo             | Norvegia         | 15 km   | Thomas Wassberg                                                         | Gunde Svan                                                               | Pål Gunnar Mikkelsplass                                        |
| 17 marzo 1985                           | Oslo             | Norvegia         | 4x10 km | dati non disponibili                                                    | dati non disponibili                                                     | dati non disponibili                                           |

### Classifiche

#### Generale

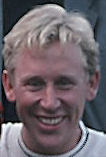
Gunde Svan

| Pos. | Nome                    | Nazione   | Punti |
| ---- | ----------------------- | --------- | ----- |
| 1    | Gunde Svan              | Svezia    | 152   |
| 2    | Tor Håkon Holte         | Norvegia  | 117   |
| 3    | Ove Aunli               | Norvegia  | 114   |
|      | Thomas Wassberg         | Svezia    | 114   |
| 5    | Pål Gunnar Mikkelsplass | Norvegia  | 100   |
| 6    | Torgny Mogren           | Svezia    | 85    |
| 7    | Kari Härkönen           | Finlandia | 73    |
| 8    | Giachem Guidon          | Svizzera  | 71    |
| 9    | Harri Kirvesniemi       | Finlandia | 66    |
| 10   | Geir Holte              | Norvegia  | 65    |

## Donne

### Risultati
| Data                                    | Località             | Nazione          | Spec.  | Prima                                                                               | Seconda                                                             | Terza                                                             |
| --------------------------------------- | -------------------- | ---------------- | ------ | ----------------------------------------------------------------------------------- | ------------------------------------------------------------------- | ----------------------------------------------------------------- |
| 13 dicembre 1984                        | Val di Sole          | Italia           | 5 km   | Brit Pettersen                                                                      | Antonina Ordina                                                     | Lilija Vasil'čenko                                                |
| 14 dicembre 1984                        | Val di Sole          | Italia           | 3x5 km | dati non disponibili                                                                | dati non disponibili                                                | dati non disponibili                                              |
| 18 dicembre 1984                        | Davos                | Svizzera         | 10 km  | Berit Aunli                                                                         | Grete Ingeborg Nykkelmo                                             | Evi Kratzer                                                       |
| 19 dicembre 1984                        | Davos                | Svizzera         | 4x5 km | dati non disponibili                                                                | dati non disponibili                                                | dati non disponibili                                              |
| Campionati mondiali di sci nordico 1985 |                      |                  |        |                                                                                     |                                                                     |                                                                   |
| 19 gennaio 1985                         | Seefeld in Tirol     | Austria          | 10 km  | Anette Bøe                                                                          | Marja-Liisa Kirvesniemi                                             | Grete Ingeborg Nykkelmo                                           |
| 21 gennaio 1985                         | Seefeld in Tirol     | Austria          | 5 km   | Anette Bøe                                                                          | Marja-Liisa Kirvesniemi                                             | Grete Ingeborg Nykkelmo                                           |
| 22 gennaio 1985                         | Seefeld in Tirol     | Austria          | 4x5 km | Unione Sovietica Tamara Tichonova Raisa Smetanina Lilija Vasil'čenko Anfisa Rezcova | Norvegia Anette Bøe Anne Jahren Grete Ingeborg Nykkelmo Berit Aunli | Germania Est Manuela Oschmann Gaby Nestler Antje Harvey Ute Noack |
| 26 gennaio 1985                         | Seefeld in Tirol     | Austria          | 20 km  | Grete Ingeborg Nykkelmo                                                             | Brit Pettersen                                                      | Anette Bøe                                                        |
| 14 febbraio 1985                        | Klingenthal          | Germania Est     | 10 km  | Anette Bøe                                                                          | Grete Ingeborg Nykkelmo                                             | Anfisa Rezcova                                                    |
| 18 febbraio 1985                        | Nové Město na Moravě | Cecoslovacchia   | 5 km   | Anette Bøe                                                                          | Anfisa Rezcova                                                      | Viera Klimková                                                    |
| 23 febbraio 1985                        | Syktyvkar            | Unione Sovietica | 20 km  | Raisa Smetanina                                                                     | Evi Kratzer                                                         | Iralda Kliagina                                                   |
| 2 marzo 1985                            | Lahti                | Finlandia        | 5 km   | Marie Risby                                                                         | Brit Pettersen                                                      | Marianne Dahlmo                                                   |
| 9 marzo 1985                            | Falun                | Svezia           | 10 km  | Anette Bøe                                                                          | Grete Ingeborg Nykkelmo                                             | Anna-Lena Fritzon                                                 |
| 10 marzo 1985                           | Falun                | Svezia           | 4x5 km | dati non disponibili                                                                | dati non disponibili                                                | dati non disponibili                                              |
| 16 marzo 1985                           | Oslo                 | Norvegia         | 20 km  | Anette Bøe                                                                          | Grete Ingeborg Nykkelmo                                             | Brit Pettersen                                                    |
| 17 marzo 1985                           | Oslo                 | Norvegia         | 4x5 km | dati non disponibili                                                                | dati non disponibili                                                | dati non disponibili                                              |

### Classifiche

#### Generale
| Pos. | Nome                    | Nazione          | Punti |
| ---- | ----------------------- | ---------------- | ----- |
| 1    | Anette Bøe              | Norvegia         | 144   |
| 2    | Grete Ingeborg Nykkelmo | Norvegia         | 123   |
| 3    | Brit Pettersen          | Norvegia         | 113   |
| 4    | Berit Aunli             | Norvegia         | 96    |
| 5    | Evi Kratzer             | Svizzera         | 93    |
| 6    | Ute Noack               | Germania Est     | 91    |
|      | Anfisa Rezcova          | Unione Sovietica | 91    |
| 8    | Marie Risby             | Svezia           | 85    |
| 9    | Raisa Smetanina         | Unione Sovietica | 85    |
| 10   | Marjo Matikainen        | Finlandia        | 80    |